# Ганслер, Боб
Ро́берт «Боб» Га́нслер (англ. Robert „Bob“ Gansler; 1 июля 1941, Мучи, Венгрия) — американский футбольный тренер. Член Национального зала славы футбола США (включён в 2011 году).

## Биография

### Ранние годы
Ганслер родился в Венгрии, в деревне Мучи, в семье фольксдойче. Его отец, солдат венгерской армии, воевал на восточном фронте Второй мировой войны, где попал в советский плен. В 1946 году, когда советские войска изгоняли этнических немцев из Венгрии, его семья бежала на запад Германии, в деревню Рюкинген близ Франкфурта. В 1952 году его семья иммигрировала в США, в город Милуоки, штат Висконсин. В юности Ганслер кроме футбола играл и в бейсбол. Бейсбольная команда «Милуоки Брюэрс» даже предложила ему контракт в качестве кэтчера в одном из своих фарм-клубов. Ганслер окончил Университет Маркетта. Во время обучения в университете играл за любительскую команду «Милуоки Баварианс».

### Карьера игрока
На профессиональном уровне Ганслер выступал за клубы «Чикаго Сперс» в Национальной профессиональной футбольной лиге в 1967 году и «Чикаго Мустангс» в Североамериканской футбольной лиге в 1968 году.
За сборные США Ганслер провёл в общей сложности 25 матчей между 1963 и 1969 годами. Был капитаном любительской сборной на квалификациях к Олимпийским играм 1964 и 1968 и на Панамериканских играх 1967. За сборную США сыграл шесть матчей в 1968 году в рамках квалификации к чемпионату мира 1970.
| Статистика | Статистика       | Статистика                           | Статистика         | Статистика | Статистика | Статистика                        |
| №          | Дата             | Место проведения                     | Соперник           | Счёт       | Голы       | Соревнование                      |
| ---------- | ---------------- | ------------------------------------ | ------------------ | ---------- | ---------- | --------------------------------- |
| 1          | 15 сентября 1968 | «Янки Стэдиум», Нью-Йорк, США        | Израиль            | 3:3        | —          | Товарищеский матч                 |
| 2          | 25 сентября 1968 | Филадельфия, США                     | Израиль            | 0:4        | —          | Товарищеский матч                 |
| 3          | 17 октября 1968  | «Варсити Стэдиум», Торонто, Канада   | Канада             | 2:4        | —          | Квалификация чемпионата мира 1970 |
| 4          | 21 октября 1968  | «Сильвио Катор», Порт-о-Пренс, Гаити | Гаити              | 2:5        | —          | Товарищеский матч                 |
| 5          | 27 октября 1968  | «Джорджия Стэдиум», Атланта, США     | Канада             | 1:0        | —          | Квалификация чемпионата мира 1970 |
| 6          | 2 ноября 1968    | Канзас-Сити, США                     | Бермудские Острова | 6:2        | —          | Квалификация чемпионата мира 1970 |

### Карьера тренера
В течение четырёх лет, с 1979 по 1982 годы, Ганслер тренировал сборную США до 19 лет.
В 1982 году провёл один матч во главе сборной США.
С 1984 по 1988 годы тренировал мужскую футбольную команду Висконсинского университета в Милуоки.
С 1987 по 1989 годы Ганслер возглавлял сборную США до 20 лет. Под его руководством сборная заняла четвёртое место на молодёжном чемпионате мира 1989.
16 января 1989 года Ганслер сменил Лотара Озиандера по посту главного тренера сборной США. Он вывел звёздно-полосатую дружину на чемпионат мира впервые за 40 лет. Однако на мундиале в Италии 1990 США проиграли все три матча и заняли последнее место в группе. 23 февраля 1991 года, через два дня после поражения от сборной Бермуд, Ганслер был уволен из сборной США.
В 1996 году Ганслер стал тренером клуба «Милуоки Рэмпейдж». Клуб выиграл чемпионат Эй-лиги в сезоне 1997. По окончании сезона 1998 Ганслер покинул «Рэмпейдж» в связи с истечением срока контракта.
28 апреля 1999 года Ганслер был назначен главным тренером клуба MLS «Канзас-Сити Уизардс». По итогам сезона 2000, после того как «Уизардс» выиграли регулярный чемпионат, завоевав Supporters’ Shield, Ганслер был признан тренером года в MLS. Сезон 2000 клуб завершил победой в Кубке MLS. В 2004 году клуб стал обладателем Открытого кубка США. 19 июля 2006 года, после шести поражений подряд, Ганслер был уволен из «Канзас-Сити Уизардс».
5 декабря 2006 года Ганслер вошёл в тренерский штаб новообразованного клуба MLS «Торонто» в качестве ассистента главного тренера Мо Джонстона. По окончании сезона 2007 Ганслер покинул «Торонто», чтобы проводить больше времени со своей семьёй в Канзас-Сити.

### Личная жизнь
У Боба и его жены Нэнси — четверо сыновей.
24 января 2015 года Ганслер был госпитализирован после инсульта.

## Достижения
Командные
 «Милуоки Рэмпейдж»
- Чемпион Эй-лиги[англ.]: 1997

 «Канзас-Сити Уизардс»
- Чемпион MLS (обладатель Кубка MLS): 2000
- Победитель регулярного чемпионата MLS: 2000
- Обладатель Открытого кубка США: 2004

Индивидуальные
- Тренер года в MLS: 2000